# José Patrocinio Jiménez
José Patrocinio Jiménez Bautista (* 17. Januar 1952 in Ramiriquí) ist ein ehemaliger kolumbianischer Radrennfahrer.

## Sportliche Laufbahn
Jiménez war im Straßenradsport aktiv. Er gehörte der ersten kolumbianischen Mannschaft an, die bei der Tour de France startete. Unter dem Namen „Colombia-Varta“ fuhr die kolumbianische Nationalmannschaft der Amateure mit einer Sondergenehmigung der Union Cycliste Internationale (UCI) die Tour de France 1983. 1976 siegte er in der Vuelta a Colombia vor Plinio Casas. 1976, 1979 und 1981 holte er jeweils einen Tageserfolg in der Rundfahrt. Die Clásico RCN gewann er 1976 vor Norberto Cáceres, die Vuelta al Táchira 1977, die Vuelta a Guatemala 1976 und 1977, den Gran Premio Internacional de Ciclismo Jalisco 1979. 1980 und 1982 siegte er in der Vuelta a Antioquia, 1978, 1981 und 1983 in der Vuelta a Cundinamarca, 1977 im Gran Premio de Escaladores, 1979 im Etappenrennen Doble a Moniquirá. 1982 gewann er das Etappenrennen Coors Classic mit zwei Etappensiegen. Im Clásico RCN gewann er eine Etappe. Weitere Etappensiege gelangen ihm in der Tour de l’Avenir 1980 und 1981 sowie im Grand Prix Guillaume Tell 1981. Von 1984 bis 1988 war er Berufsfahrer. Er begann im spanischen Radsportteam Teka. 
Die Tour de France bestritt er viermal. 1983 wurde er 17., 1984 15., 1986 21. und 1988 51. In der Vuelta a España war er dreimal am Start. 1984 wurde er 7., 1986 32. und 1987 16. im Endklassement.